# Lucerne (Kalifornija)
Lucerne je naseljeno područje za statističke svrhe u američkoj saveznoj državi Kalifornija. Prema popisu stanovništva iz 2010. u njemu je živjelo 3.067 stanovnika.